# Leon Styppes
Leon Styppes, gr. Λέων Στυππῆς (zm. w styczniu 1143) – ekumeniczny patriarcha Konstantynopola w latach 1134–1143.

## Życiorys
Był patriarchą Konstantynopola od maja 1134 do stycznia 1143 r. Wcześniej pełnił funkcję prezbitera kościoła Hagia Sophia.